# 송성근
송성근(1958년 ~ )은 대한민국의 방송인이다.

## 학력
- 제물포고등학교
- 서강대학교 영어영문학과 학사

## 경력
- KBS 기획제작국 PD (1984년 입사)
- KBS 부산방송총국 편성제작팀장
- KBS 시사교양본부 편성기획팀장 (차장급)
- KBS 콘텐츠본부 운영팀장 (애니메이션 운영사업팀장 겸임)
- KBS 콘텐츠본부 총괄팀장 (부장급)
- KBS 심의평가실 자문위원
- KBS 방송문화연구소 상임위원